# Gammai
Gammai fou una petita ciutat del Sudan al sud de Faras, a la regió de Wadi Halfa. A la regió s'hi han fet excavacions i s'han trobat alguns cementiris, entre ells un que fou utilitzat pel poble dels Medja abans del 2000 aC. Va quedar coberta per les aigües del Llac Nasser el 1967.